# Blinden- und Sehbehindertenverband Österreich
Der Blinden- und Sehbehindertenverband Österreich (BSVÖ) ist eine Selbsthilfeorganisation von und für blinde und sehbehinderte Menschen. Der Sitz befindet sich in Wien.

## Aufgabe
Die zentrale Aufgabe des BSVÖ ist die Förderung der Interessen und Bedürfnisse blinder und sehbehinderter Menschen. Um diese bestmöglich in der Öffentlichkeit zu vertreten, werden der Präsident des BSVÖ und die Leitungsfunktionäre aus diesem Personenkreis gewählt. Dem BSVÖ gehören auch die sieben Landesorganisationen, die das gesamte Bundesgebiet abdecken, als Mitglieder an.

## Geschichte
Der Verband wurde am 9. März 1946 als Österreichischer Blindenverband (ÖBV) gegründet, der die Interessen der damals vielzahligen Blindenvereine bündelte. Erster Präsident war Erwin Horacek.
Die erste Delegiertenversammlung fand am 13. Dezember 1947, genau 50 Jahre nach der Gründung des Ersten Blindenunterstützungsvereines für Niederösterreich, im Speisesaal des Gasthauses L. Pawlik in Wien VII, Kaiserstraße 84, statt. Leopold Bick wurde zum Präsidenten gewählt. Zahlreiche Fachgruppen und Interessensgemeinschaften wurden aus der Taufe gehoben: Konzertvereinigung blinder Künstler, Vereinigung blinder Geistesarbeiter, blinde Arbeiter, blinde Kirchenmusiker, Wiener Schachrunde, Fachgruppe Hilfsmittel, Behindertensport etc.
Eine Hilfsmittelzentrale wurde 1956 im Österreichischen Blindenverband errichtet und 1962 wurde die Fachgruppe blinder Esperantisten gegründet.
Den ihm verliehenen Dr. Karl Renner-Preis in der Höhe von 10.000 Schilling (727 Euro) widmete der Obmann des Verbandes der Kriegsblinden Österreichs, Hans Hirsch, 1957 der Gründung der ersten Blindenhörbücherei Österreichs, die von allen blinden Menschen benutzt werden konnte. 1990 vereinigten sich die Bibliotheken der Hörbücherei des Verbandes der Kriegsblinden Österreichs und der Hörbücherei des ÖBV.
Der Österreichische Blindenverband (ÖBV) benannte sich 1999 durch eine Statutenänderung in Österreichischer Blinden- und Sehbehindertenverband (ÖBSV) um. Diese Namensänderung sollte der großen Gruppe der hochgradig sehbehinderten Menschen einen leichteren Zugang zum Verband ermöglichen. Außerdem erfolgte die Gründung einer eigenständigen Landesgruppe Salzburg.
Der Dachverband besteht heute aus sieben Landesorganisationen:
- Blinden- und Sehbehindertenverband Kärnten (Vorgängerverein gegründet 1901),
- Blinden- und Sehbehindertenverband Oberösterreich (Vorgängerverein gegründet 1945),
- Blinden- und Sehbehindertenverband Salzburg (gegründet 1999),
- Blinden- und Sehbehindertenverband Steiermark (Vorgängerverein gegründet 1920er Jahre),
- Blinden- und Sehbehindertenverband Tirol (Vorgängerverein gegründet 1945),
- Blinden- und Sehbehindertenverband Vorarlberg (Vorgängerverein gegründet 1949) sowie
- Blinden- und Sehbehindertenverband Wien, Niederösterreich und Burgenland (Vorgängerverein gegründet 1945).

Seit dem Jahr 2000 arbeitet das Sozialministeriumservice eng mit Selbsthilfeorganisationen zusammen – so auch mit den Einrichtungen des BSVÖ, etwa im damaligen Berufsbildungs- und Forschungszentrum für Blinde und Sehbehinderte (BBFZ), der heutigen Schulungseinrichtung für blinde und sehbehinderte Menschen (SEBUS).
2013 benannte sich der Österreichische Blinden- und Sehbehindertenverband in Blinden- und Sehbehindertenverband Österreich (BSVÖ) um.
Der BSVÖ ist Mitglied des Österreichischen Behindertenrats (ÖBR) und des Klagsverbandes sowie der Europäischen Blindenunion (EBU) und der Weltblindenunion (WBU).

## Organisation

### Landesorganisationen
Die Betreuung der Mitglieder findet direkt vor Ort in den einzelnen Bundesländern durch die 7 Landesorganisationen des BSVÖ statt. Die Landesorganisationen dienen somit als Servicestellen direkt vor Ort:
- Blinden- und Sehbehindertenverband Kärnten (BSVK)
- Blinden- und Sehbehindertenverband Oberösterreich (BSVOÖ)
- Blinden- und Sehbehindertenverband Salzburg (BSVS)
- Blinden- und Sehbehindertenverband Steiermark (BSVSt)
- Blinden- und Sehbehindertenverband Tirol (BSVT)
- Blinden- und Sehbehindertenverband Vorarlberg (BSVV)
- Blinden- und Sehbehindertenverband Wien, Niederösterreich und Burgenland (BSVWNB)

Die Landesorganisationen des BSVÖ
- bieten dem angesprochenen Personenkreis sozialrechtliche Beratung, Rehabilitationstraining sowie Visuelle Rehabilitation und Beratung
- geben einen Überblick über die Berufsorientierung und -qualifizierung
- unterhalten einen Hilfsmittelshop mit diversen unterstützenden Utensilien für Alltag, Arbeit und Freizeitgestaltung
- setzen sich für Frühförderung ein und stehen Eltern beratend zur Seite
- dienen als Servicestelle für Rehabilitation (Orientierung, Mobilität, Lebenspraktische Fertigkeiten etc.)
- sensibilisieren die Öffentlichkeit und
- bieten ein umfangreiches Freizeitangebot an.

### Fachgruppen
In den Landesorganisationen des BSVÖ gibt es diverse Gremien und Fachgruppen, z. B. für Kunst und Kultur, Augenkrankheiten, Diabetes, Blindenführhunde, Verkehr etc., welche die Interessen und Bedürfnisse von blinden und sehbehinderten Menschen in diesen Bereichen vertreten. Im BSVÖ selbst gibt es folgende Fachgruppen:
- Brailleschrift-Kommission
- Fachgruppe für Blindenführhundehalter (FBH)
- Gremium für Mobilität & Infrastruktur (GMI)
- Vereinigung blinder Esperantisten – Aústria Ligo de Blindaj Esperantistoj (ALBE)

### Referate und Einrichtungen im BSVÖ
Um die Interessen seiner Zielgruppe bundesweit und international vertreten zu können, sind im BSVÖ folgende Referate angesiedelt:
- das Bundessekretariat ist die Anlaufstelle für Betroffene und das organisatorische Zentrum des Verbandes
- das Referat für Barrierefreies Bauen ist zuständig für Bewusstseinsbildung, Planungsberatung, Schulung und Forschung, sowie Mobilität im öffentlichen Raum in Zusammenhang mit Barrierefreiheit
- das Referat für Internationale Zusammenarbeit vertritt die Anliegen der Zielgruppe über die Staatsgrenzen hinaus, insbesondere durch eine enge Zusammenarbeit mit der Europäischen Blindenunion (EBU) und der Weltblindenunion (WBU)
- das Präsidium für die Leitung des BSVÖ (seit dem 4. Mai 2012 ist Markus Wolf Präsident des BSVÖ)
- das Referat für Presse- und Öffentlichkeitsarbeit dient der Information der Mitglieder und der Präsentation des Verbandes nach außen

Die Hörbücherei des Blinden- und Sehbehindertenverbandes Österreich beliefert ihre Mitglieder mit Hörbüchern und Hörfilmen im ganzen Bundesgebiet.
Der BSVÖ unterhält weiters eine Wertlotterie, deren Erlös sowohl dem zu unterstützenden Personenkreis als auch den diversen Projekten des Verbandes zugutekommt.

## Publikationen
Der Verband bringt halbjährlich die Verbandszeitschrift Der Durchblick – Mitteilungen des Blinden- und Sehbehindertenverbandes Österreich heraus.